# Dietrich Henschel
Pour les articles homonymes, voir Henschel (homonymie).
Dietrich Henschel (né en 1967) est un baryton allemand.
Il a commencé sa carrière à l'Opéra de Lyon en 1997 dans le rôle de Faust de Busoni.
C'est aussi un chanteur de récital.